# Sauvagesia deflexifolia
Sauvagesia deflexifolia là một loài thực vật có hoa trong họ Ochnaceae. Loài này được Gardner miêu tả khoa học đầu tiên năm 1842.